# Cobaría Tunebo (jezik)
Cobaría Tunebo jezik (centralni tunebo, u’wa, lache; ISO 639-3: tuf), indijanski jezik porodice chibcha, kojim govori 2 500 ljudi istoimenog plemena iz Kolumbije (2000 SIL) na sjevernim šumovitim padinama planine Sierra Nevada de Cocuy, i nešto na području venezuelske države Apure. Jedan je od četiri jezika podskupine tunebo. 
Jezik se danas govori u selima Satocá, Calafita, Tegría i Cobaría u Kolumbiji, i u selu San Camilo, Venezuela. Pismo: latinica.

## Vanjske poveznice
- Ethnologue (14th)
- Ethnologue (15th)